# Нідер-Гільберсгайм
Нідер-Гільберсгайм (нім. Nieder-Hilbersheim) — громада в Німеччині, розташована в землі Рейнланд-Пфальц. Входить до складу району Майнц-Бінген. Складова частина об'єднання громад Гау-Альгесгайм.
Площа — 4,59 км2. Населення становить 654 ос. (станом на 31 грудня 2020).

## Галерея

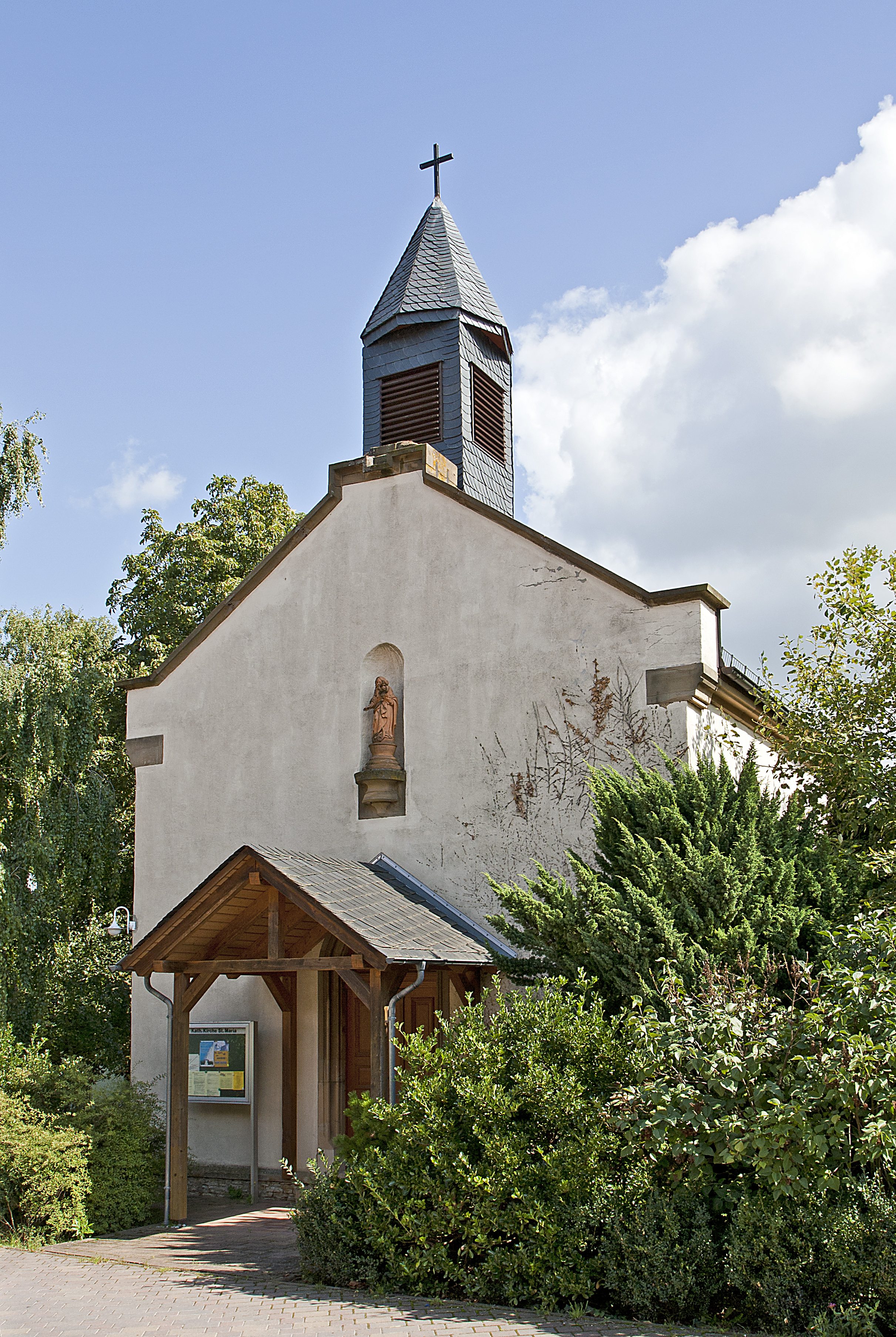